# Hispano-Suiza K6
La K6 è un'autovettura di lusso prodotta dal 1933 al 1937 dalla Casa automobilistica franco-spagnola Hispano-Suiza.

## Profilo e storia
La K6 fu introdotta all'inizio del 1933 come sostituta della HS26, che riscosse a suo tempo un discreto successo. Della sua antenata, la K6 mantenne grosso modo gli ingombri esterni, anche se comunque era possibile avere una carrozzeria su misura per il cliente e con differenti misure di passo.
La K6 manteneva anche l'impostazione da vettura di lusso, molto elegante ed imponente. Tra le carrozzerie con cui è stata vestita la K6 vi furono la coupé, la cabriolet e la limousine.
La K6 era equipaggiata da un motore anteriore longitudinale a 6 cilindri in linea da 5181 cm³ di cilindrata. La distribuzione era a due valvole per cilindro. La potenza massima erogabile era di 120 CV a 3200 giri/min. Soluzioni innovative erano da ricercare nelle valvole raffreddate al sodio o nelle bielle tubolari.
Quanto alla trasmissione, si avvaleva di una frizione monodisco servoassistita, con cambio manuale a 4 marce e non più a 3 come nella HS26. La trazione rimaneva invece posteriore.
Per quanto riguardava il telaio, le sospensioni erano a balestre, mentre l'impianto frenante si avvaleva di freni a tamburo sulle quattro ruote e con servofreno. Servoassistito era anche lo sterzo: in questo senso, la K6 fu tra le prime vetture al mondo a montare la servoassistenza su frizione, freno e volante.
La velocità massima raggiungibile dalla K6 era di 140 km/h, un dato nettamente migliore rispetto ai 130 km/h raggiungibili dalla sua antenata.
La K6 è stata l'ultima delle Hispano-Suiza prodotte in serie, ma è anche considerata una delle migliori vetture della Casa spagnola dal punto di vista della meccanica. Perciò ottenne un successo relativamente buono, se si considera l'epoca e la fascia di mercato che andava ad occupare. Ne furono prodotti oltre 1000 esemplari.
Fu tolta di produzione alla fine del 1937.